# Equació diferencial ordinària
|  | «EDO» redirigeix aquí. Vegeu-ne altres significats a «Edo». |

En matemàtiques, una equació diferencial ordinària (o EDO) és una equació funcional que inclou una o més derivades d'una funció d'una sola variable. Un exemple simple d'equació diferencial és
{\displaystyle f'=f\,},
on {\displaystyle f\,} és una funció desconeguda, i {\displaystyle f'\,} és la seva derivada.

## Definició
Sigui y una funció de x desconeguda, i prengui's
{\displaystyle y',y'',\ \dots ,\ y^{(n)}}
com les derivades
{\displaystyle {\frac {dy}{dx}},\ {\frac {d^{2}y}{dx^{2}}},\ \dots ,\ {\frac {d^{n}y}{dx^{n}}}.}
Una equació diferencial ordinària (EDO) és una equació que conté i relaciona a
{\displaystyle x,\ y,\ y',\ y'',\ \dots .}
S'anomena ordre d'una equació diferencial a l'ordre n de la màxima derivada que aparegui. Si la màxima derivada apareix només en potències enteres, llavors el grau de l'equació és la màxima potència de la màxima derivada.
S'anomena solució d'una EDO a la funció y(x) les derivades de la qual satisfan l'equació. No hi ha cap garantia que existeixi aquesta funció, i, si existeix, aquesta normalment no és única. S'anomena solució general d'una EDO d'ordre n a la solució que conté {\displaystyle n} variables arbitràries, corresponents a n constants d'integració. S'anomena solució particular d'una EDO a la solució general particularitzada donats uns certs valors a les constants d'integració. S'anomena solució singular d'una EDO a aquella solució que no deriva de la solució general.
Quan una EDO d'ordre n té la forma
{\displaystyle F\left(x,y',y'',\ \dots ,\ y^{(n)}\right)=0}
s'anomena equació diferencial en forma implícita, mentre que la forma
{\displaystyle F\left(x,y',y'',\ \dots ,\ y^{(n-1)}\right)=y^{(n)}}
s'anomena equació diferencial en forma explícita.
S'anomena equació diferencial autònoma a aquella EDO que no depèn de x, i homogènia a aquella que cap terme depèn només de x.

## Aplicació general
Un cas especial important és quan les equacions no depenen de {\displaystyle x}. Aquestes equacions diferencials es poden representar com a camps vectorials. Aquest tipus d'equacions diferencials té la propietat que l'espai es pot dividir en classes d'equivalència basades en si dos punts tenen la mateixa corba de solucions. Ja que les lleis de la física se suposen invariables en el temps, el món físic es governa per aquestes equacions diferencials.
En el cas que les equacions siguin lineals, l'equació original es pot solucionar dividint-la en equacions més petites, resolent aquestes últimes, i afegint els resultats a les primeres. Malauradament, gran part de les equacions diferencials interessants no són lineals, la qual cosa vol dir que no es poden dividir d'aquesta manera. També hi ha altres tècniques de resolució d'equacions diferencials, fent servir un ordinador.
És important distingir les equacions diferencials ordinàries de les equacions diferencials en derivades parcials, on {\displaystyle y} és una funció de diverses variables, i l'equació diferencial inclou les derivades parcials.

## Existència i naturalesa de solucions
El problema de solucionar una derivada parcial és trobar la funció {\displaystyle y} les derivades de la qual satisfan l'equació. Per exemple, l'equació diferencial
{\displaystyle y''+y=0\,}
té la solució general
{\displaystyle y=A\cos {x}+B\sin {x}\,},
on A, B són constants determinades per les condicions inicials.
En general, una equació d'ordre n permet fixar tant la {\displaystyle x} com la {\displaystyle y}, així com totes les {\displaystyle n-1} derivades de nivell inferior de {\displaystyle y}; l'equació que queda es pot resoldre (almenys conceptualment) per {\displaystyle y^{n}}.
Si l'equació té un grau finit {\displaystyle d}, llavors es té una equació polinòmica a {\displaystyle y^{n}} amb un màxim de {\displaystyle d} arrels. Així, hi pot haver un màxim de {\displaystyle d} valors possibles per {\displaystyle y^{n}} a qualsevol punt donat i per qualsevol valor de les derivades d'ordre inferior, encara que hi pot haver rangs d'aquests punts i valors en els quals hi hagi menys solucions (o cap solució). Per tal que una solució existeixi, també s'ha de satisfer la condició de Lipschitz.
Considerant
{\displaystyle (y')^{2}+xy'-y=0\,}
de solució general
{\displaystyle y=Ax+A^{2}\,}
Aquesta és una equació de primer ordre i segon grau. Així, qualsevol punt pot tenir com a màxim dues solucions que hi passen, corresponents a les dues arrels de {\displaystyle y'} a l'equació quadràtica que resulta de fixar {\displaystyle x} i {\displaystyle y}. L'estudi del discriminant de l'equació quadràtica ({\displaystyle x^{2}+4y}) duu a la conclusió que només existeix una solució al llarg de la paràbola {\displaystyle y=-{\frac {1}{4}}x^{2}} (on el discriminant és zero) i que no existeix cap solució per sota d'aquesta paràbola (on les dues arrels són complexes).
En aquest problema, la paràbola és un exemple de cusp locus; una corba al llarg de la qual dues o més arrels de l'equació diferencial són idèntiques. Al llarg d'aquest locus, és possible moure's d'una solució general a l'altra sense trencar l'equació diferencial; així, la presència del cusp loci introdueix la possibilitat de solucions singulars. En aquest exemple, la paràbola {\displaystyle y=-{\frac {1}{4}}x^{2}} és una solució singular; satisfà l'equació diferencial original, i un conjunt complet de solucions inclouran aquestes possibilitats com a solució híbrida:
{\displaystyle y={\begin{cases}x+1,&{\mbox{si }}x<-2\\-{\frac {1}{4}}x^{2},&{\mbox{si }}-2\leq x<2\\-x+1,&{\mbox{si }}2\leq x\end{cases}}}
on el cusp locus s'ha fet servir per connectar dues solucions particulars; noti's que la primera derivada (l'única derivada que apareix a l'equació diferencial) és contínua a les transicions.

## Tipus d'equacions diferencials amb una mica d'història

La trajectòria d'un projectil llançat des d'un canó segueix una corba que es pot determinar a partir d'una equació diferencial ordinària obtinguda a partir de la Segona Llei de Newton.

La influència de la geometria, la física i l'astronomia, començant amb Newton i Leibniz, i manifestada més tard pels Bernoulli, Riccati, i Clairaut, però sobretot per d'Alembert i Euler, ha estat molt marcada, especialment a la teoria de les equacions diferencials amb coeficients constants lineals.

### EDO lineals homogènies amb coeficients constants
El primer mètode d'integrar equacions diferencials ordinàries lineals amb coeficients constants es deu a Euler, qui s'adonà que les solucions tenen la forma {\displaystyle e^{zx}} per valors possiblement complexos de {\displaystyle z}. Així
{\displaystyle {\frac {d^{n}y}{dx^{n}}}+A_{1}{\frac {d^{n-1}y}{dx^{n-1}}}+\cdots +A_{n}y=0}
té la forma
{\displaystyle z^{n}e^{zx}+A_{1}z^{n-1}e^{zx}+\cdots +A_{n}e^{zx}=0}
per tant, dividint per {\displaystyle e^{zx}} dona el polinomi d'ordre n
{\displaystyle F(z)=z^{n}+A_{1}z^{n-1}+\cdots +A_{n}=0}
És a dir, els termes
{\displaystyle {\frac {d^{k}y}{dx^{k}}}\quad \quad (k=1,2,\cdots ,n).}
de l'equació diferencial original es reemplacen per zk. Solucionar el polinomi dona n valors de z, {\displaystyle z_{1},\dots ,z_{n}}. Posant aquests valors a {\displaystyle e^{z_{i}x}} ens dona una base per la solució; qualsevol combinació lineal d'aquests {\displaystyle e^{z_{i}x}} satisfarà l'equació diferencial.
Aquesta equació F(z) = 0, és l'equació característica més considerada per Monge i Cauchy.
Si z és un zero de F(z) de multiplicitat m i {\displaystyle k\in \{0,1,\dots ,m-1\}\,} llavors {\displaystyle y=x^{k}e^{zx}\,} és solució de l'EDO. Aquestes funcions construeixen una base de les solucions de l'EDO.
Si els Ai són reals, llavors es prefereixen les solucions de valor real. Com que els valors no reals de z apareixeran en forma de parelles conjugades, també ho faren les seves ys corresponents; substituint cada parella per les seves combinacions lineals Re(y) i Im(y).
El cas que inclou arrels complexes es pot solucionar amb l'ajuda de la fórmula d'Euler.
Exemple: Donada l'equació {\displaystyle y''-4y'+5y=0\,}. L'equació característica és {\displaystyle z^{2}-4z+5=0\,} que té arrels 2+i and 2−i. Així, la base de solucions {\displaystyle \{y_{1},y_{2}\}} és {\displaystyle \{e^{(2+i)x},e^{(2-i)x}\}\,}. Ara y és solució sii {\displaystyle y=c_{1}y_{1}+c_{2}y_{2}\,} per {\displaystyle c_{1},c_{2}\in \mathbb {C} }.
Com que els coeficients són reals,
- no interessen les solucions complexes
- els elements de la base són conjugats

Les combinacions lineals
{\displaystyle u_{1}={\mbox{Re}}(y_{1})={\frac {y_{1}+y_{2}}{2}}=e^{2x}\cos(x)\,} i
{\displaystyle u_{2}={\mbox{Im}}(y_{1})={\frac {y_{1}-y_{2}}{2i}}=e^{2x}\sin(x)\,}
donaran una base real en {\displaystyle \{u_{1},u_{2}\}}.

### EDO lineals amb coeficients constants
Donada ara l'equació
{\displaystyle {\frac {d^{n}y}{dx^{n}}}+A_{1}{\frac {d^{n-1}y}{dx^{n-1}}}+\cdots +A_{n}y=f(x)}
es defineix el polinomi característic
{\displaystyle P(v)=v^{n}+A_{1}v^{n-1}+\cdots +A_{n}}
Es troba la base de solucions {\displaystyle \{y_{1},y_{2},\ldots ,y_{n}\}} anàlogament al cas de l'equació homogènia (f=0). Seguidament, es busca una solució particular yp mitjançant el mètode de variació de paràmetres. Siguin els coeficients de la combinació lineal funcions de x:
{\displaystyle y_{p}=u_{1}y_{1}+u_{2}y_{2}+\cdots +u_{n}y_{n}}
Fent servir la notació d'"operador" {\displaystyle D=d/dx}, l'EDO resultant és{\displaystyle P(D)y=f}; per tant
{\displaystyle f=P(D)y_{p}=P(D)(u_{1}y_{1})+P(D)(u_{2}y_{2})+\cdots +P(D)(u_{n}y_{n})}
Amb les restriccions
{\displaystyle 0=u'_{1}y_{1}+u'_{2}y_{2}+\cdots +u'_{n}y_{n}}
{\displaystyle 0=u'_{1}y'_{1}+u'_{2}y'_{2}+\cdots +u'_{n}y'_{n}}
…
{\displaystyle 0=u'_{1}y_{1}^{(n-2)}+u'_{2}y_{2}^{(n-2)}+\cdots +u'_{n}y_{n}^{(n-2)}}
els paràmetres se'n van:
{\displaystyle f=u_{1}P(D)y_{1}+u_{2}P(D)y_{2}+\cdots +u_{n}P(D)y_{n}+u'_{1}y_{1}^{(n-1)}+u'_{2}y_{2}^{(n-1)}+\cdots +u'_{n}y_{n}^{(n-1)}}
Però {\displaystyle P(D)y_{j}=0}, per tant
{\displaystyle f=u'_{1}y_{1}^{(n-1)}+u'_{2}y_{2}^{(n-1)}+\cdots +u'_{n}y_{n}^{(n-1)}}
Això, amb les restriccions, dona un sistema lineal en la {\displaystyle u'_{j}}. Tot això sempre es pot resoldre; de fet, combinant la regla de Cramer amb el Wronskià,
{\displaystyle u'_{j}=(-1)^{n+j}f{\frac {W(y_{1},\ldots ,y_{j-1},y_{j+1}\ldots ,y_{n})}{W(y_{1},y_{2},\ldots ,y_{n})}}}
La resta és qüestió d'integrar {\displaystyle u'_{j}}.
La solució particular no és única; {\displaystyle y_{p}+c_{1}y_{1}+\cdots +c_{n}y_{n}} també satisfà l'EDO per qualsevol conjunt de constants cj.
Vegeu també variació de paràmetres.
Exemple: Suposant {\displaystyle y''-4y'+5y=sin(kx)}. S'extreu la base de solucions trobada anteriorment {\displaystyle \{e^{(2+i)x},e^{(2-i)x}\}}.
| {\displaystyle W\,} | {\displaystyle ={\begin{vmatrix}e^{(2+i)x}&e^{(2-i)x}\\(2+i)e^{(2+i)x}&(2-i)e^{(2-i)x}\end{vmatrix}}} |
|                     | {\displaystyle =e^{4x}{\begin{vmatrix}1&1\\2+i&2-i\end{vmatrix}}}                                     |
|                     | {\displaystyle =-2ie^{4x}\,}                                                                          |
| {\displaystyle u'_{1}\,} | {\displaystyle ={\frac {1}{W}}{\begin{vmatrix}0&e^{(2-i)x}\\\sin(kx)&(2-i)e^{(2-i)x}\end{vmatrix}}} |
|                          | {\displaystyle =-{\frac {i}{2}}\sin(kx)e^{(-2-i)x}}                                                 |
| {\displaystyle u'_{2}\,} | {\displaystyle ={\frac {1}{W}}{\begin{vmatrix}e^{(2+i)x}&0\\(2+i)e^{(2+i)x}&\sin(kx)\end{vmatrix}}} |
|                          | {\displaystyle ={\frac {i}{2}}\sin(kx)e^{(-2+i)x}}                                                  |
Fent servir la llista d'integrals de funcions exponencials
| {\displaystyle u_{1}\,} | {\displaystyle =-{\frac {i}{2}}\int \sin(kx)e^{(-2-i)x}\,dx}                               |
|                         | {\displaystyle ={\frac {ie^{(-2-i)x}}{2(3+4i+k^{2})}}\left((2+i)\sin(kx)+k\cos(kx)\right)} |
| {\displaystyle u_{2}\,} | {\displaystyle ={\frac {i}{2}}\int \sin(kx)e^{(-2+i)x}\,dx}                               |
|                         | {\displaystyle ={\frac {ie^{(i-2)x}}{2(3-4i+k^{2})}}\left((i-2)\sin(kx)-k\cos(kx)\right)} |
I per tant
| {\displaystyle y_{p}\,} | {\displaystyle ={\frac {i}{2(3+4i+k^{2})}}\left((2+i)\sin(kx)+k\cos(kx)\right)+{\frac {i}{2(3-4i+k^{2})}}\left((i-2)\sin(kx)-k\cos(kx)\right)} |
|                         | {\displaystyle ={\frac {(5-k^{2})\sin(kx)+4k\cos(kx)}{(3+k^{2})^{2}+16}}}                                                                      |
(Noti's que u1 i u₂ tenien factors que han cancel·lat y1 i y₂; això és típic que passi.)

### EDO lineals amb coeficient variable

#### Mètode de coeficients indeterminats
El mètode de coeficients indeterminats és útil per trobar solucions per {\displaystyle y_{p}}. Donada l'EDO {\displaystyle P(D)y=f(x)}, se n'ha de trobar una altra operador diferencial {\displaystyle A(D)} tal que {\displaystyle A(D)f(x)=0}. Aquest operador s'anomena l'anihilador. Així el mètode de coeficients indeterminats també s'anomena el mètode anihilador. Aplicant {\displaystyle A(D)} a ambdós costats de l'EDO dona una EDO homogència {\displaystyle {\big (}A(D)P(D){\big )}y=0} per la qual es troba una base de solucions {\displaystyle \{y_{1},\ldots ,y_{n}\}} com abans. Llavors l'EDO original no homogència s'usa per construir un sistema d'equacions restringint els coeficients de les combinacions lineals per satisfer l'EDO.
Els coeficients indeterminats no són tan generals com la variació de paràmetres en el sentit que l'anihilador no sempre existeix.
Exemple: Donada l'EDO {\displaystyle y''-4y'+5=\sin(kx)}, {\displaystyle P(D)=D^{2}-4D+5}.
L'anihilador més simple de {\displaystyle \sin(kx)} és {\displaystyle A(D)=D^{2}+k^{2}}. Els zeros de {\displaystyle A(z)P(z)} són {\displaystyle \{2+i,2-i,ik,-ik\}}, per tant la base de solucions de {\displaystyle A(D)P(D)} és {\displaystyle \{y_{1},y_{2},y_{3},y_{4}\}=\{e^{(2+i)x},e^{(2-i)x},e^{ikx},e^{-ikx}\}}.
Fent {\displaystyle y=c_{1}y_{1}+c_{2}y_{2}+c_{3}y_{3}+c_{4}y_{4}} es troba
| {\displaystyle \sin(kx)} | {\displaystyle =P(D)y}                                                                           |
|                          | {\displaystyle =P(D)(c_{1}y_{1}+c_{2}y+c_{3}y_{3}+c_{4}y_{4})}                                   |
|                          | {\displaystyle =c_{1}P(D)y_{1}+c_{2}P(D)y_{2}+c_{3}P(D)y_{3}+c_{4}P(D)y_{4}}                     |
|                          | {\displaystyle =0+0+c_{3}(-k^{2}-4ik+5)y_{3}+c_{4}(-k^{2}+4ik+5)y_{4}}                           |
|                          | {\displaystyle =c_{3}(-k^{2}-4ik+5)(\cos(kx)+i\sin(kx))+c_{4}(-k^{2}+4ik+5)(\cos(kx)-i\sin(kx))} |
que dona el sistema
{\displaystyle i=(k^{2}+4ik-5)c_{3}+(-k^{2}+4ik+5)c_{4}}
{\displaystyle 0=(k^{2}+4ik-5)c_{3}+(k^{2}-4ik-5)c_{4}}
de solucions
{\displaystyle c_{3}={\frac {i}{2(k^{2}+4ik-5)}}}, {\displaystyle c_{4}={\frac {i}{2(-k^{2}+4ik+5)}}}
que dona el conjunt de solucions
| {\displaystyle y\,} | {\displaystyle =c_{1}y_{1}+c_{2}y_{2}+{\frac {i}{2(k^{2}+4ik-5)}}y_{3}+{\frac {i}{2(-k^{2}+4ik+5)}}y_{4}} |
|                     | {\displaystyle =c_{1}y_{1}+c_{2}y_{2}+{\frac {4k\cos(kx)-(k^{2}-5)\sin(kx)}{(k^{2}+4ik-5)(k^{2}-4ik-5)}}} |
|                     | {\displaystyle =c_{1}y_{1}+c_{2}y_{2}+{\frac {4k\cos(kx)+(5-k^{2})\sin(kx)}{k^{4}+6k^{2}+25}}}            |

#### Mètode de variació de paràmetres
La solució general a una equació diferencial lineal no homogència {\displaystyle y''(x)+p(x)y'(x)+q(x)y(x)=g(x)} es pot expressar com la suma de la solució general {\displaystyle y_{h}(x)} a l'equació lineal homogènia corresponent {\displaystyle y''(x)+p(x)y'(x)+q(x)y(x)=0} i qualsevol solució {\displaystyle y_{p}(x)} to {\displaystyle y''(x)+p(x)y'(x)+q(x)y(x)=g(x)}.
Com al mètode de coeficients indeterminats, descrit a sobre, el mètode de variació de paràmetres és un mètode per a trobar una solució de {\displaystyle y''(x)+p(x)y'(x)+q(x)y(x)=g(x)}, havent trobar la solució general de {\displaystyle y''(x)+p(x)y'(x)+q(x)y(x)=0}. De manera diferent al mètode de coeficients indeterminats, que falla excepte en determinades i específiques formes de g(x), el mètode de variació de parèmtres funciona sempre; tot i això, és un mètode significament més difícil de fer servir
Per una equació de segon ordre, el mètode de variació de paràmetres fa ús del fet següent:

##### Fet
Siguin p(x), q(x), i g(x) funcions, i siguin {\displaystyle y_{1}(x)} i {\displaystyle y_{2}(x)} solucions de les equacions lineals homogènies {\displaystyle y''(x)+p(x)y'(x)+q(x)y(x)=0}. A més, siguin u(x) i v(x) funcions tals que {\displaystyle u'(x)y_{1}(x)+v'(x)y_{2}(x)=0} i {\displaystyle u'(x)y_{1}'(x)+v'(x)y_{2}'(x)=g(x)} per tot x, i definieixin {\displaystyle y_{p}(x)=u(x)y_{1}(x)+v(x)y_{2}(x)}. Llavors {\displaystyle y_{p}(x)} és solució de l'equació diferencial lineal no homogènia {\displaystyle y''(x)+p(x)y'(x)+q(x)y(x)=g(x)}.

##### Demostració
{\displaystyle y_{p}(x)=u(x)y_{1}(x)+v(x)y_{2}(x)}
| {\displaystyle y_{p}'(x)} | {\displaystyle =u'(x)y_{1}(x)+u(x)y_{1}'(x)+v'(x)y_{2}(x)+v(x)y_{2}'(x)} |
|                           | {\displaystyle =0+u(x)y_{1}'(x)+v(x)y_{2}'(x)}                           |

| {\displaystyle y_{p}''(x)} | {\displaystyle =u'(x)y_{1}'(x)+u(x)y_{1}''(x)+v'(x)y_{2}'(x)+v(x)y_{2}''(x)} |
|                            | {\displaystyle =g(x)+u(x)y_{1}''(x)+v(x)y_{2}''(x)}                          |

{\displaystyle y_{p}''(x)+p(x)y'_{p}(x)+q(x)y_{p}(x)=g(x)+u(x)y_{1}''(x)+v(x)y_{2}''(x)+p(x)u(x)y_{1}'(x)+p(x)v(x)y_{2}'(x)+q(x)u(x)y_{1}(x)+q(x)v(x)y_{2}(x)}
{\displaystyle =g(x)+u(x)(y_{1}''(x)+p(x)y_{1}'(x)+q(x)y_{1}(x))+v(x)(y_{2}''(x)+p(x)y_{2}'(x)+q(x)y_{2}(x))=g(x)+0+0=g(x)}

##### Ús
Per resoldre l'equació diferencial lineal no homogènia de segon ordre {\displaystyle y''(x)+p(x)y'(x)+q(x)y(x)=g(x)} fent servir el mètode de variació de paràmetres, es fan servir els passos següents:
1. Es troba la solució general a l'equació homogència corresponent {\displaystyle y''(x)+p(x)y'(x)+q(x)y(x)=0}. Específicament, es troben dues solucions linealment independents {\displaystyle y_{1}(x)} i {\displaystyle y_{2}(x)}.
2. Com que {\displaystyle y_{1}(x)} i {\displaystyle y_{2}(x)} són solucions linealment independents, el seu Wronskià {\displaystyle y_{1}(x)y_{2}'(x)-y_{1}'(x)y_{2}(x)} és diferent de zero, per tant es pot calcular {\displaystyle -(g(x)y_{2}(x))/({y_{1}(x)y_{2}'(x)-y_{1}'(x)y_{2}(x)})} i {\displaystyle ({g(x)y_{1}(x)})/({y_{1}(x)y_{2}'(x)-y_{1}'(x)y_{2}(x)})}. Si el primer és igual a u'(x) i el segon a v'(x), llavors u i v satisfan les dues restriccions donades a sobre: que {\displaystyle u'(x)y_{1}(x)+v'(x)y_{2}(x)=0} i que {\displaystyle u'(x)y_{1}'(x)+v'(x)y_{2}'(x)=g(x)}. Es pot dir això després de multiplicar pel denominador i comparant coefficients.
3. Integrant {\displaystyle -(g(x)y_{2}(x))/({y_{1}(x)y_{2}'(x)-y_{1}'(x)y_{2}(x)})} i {\displaystyle ({g(x)y_{1}(x)})/({y_{1}(x)y_{2}'(x)-y_{1}'(x)y_{2}(x)})} per obtenir u(x) and v(x), respectivament. (Noti's que només es necessita una u i una v, per tant no calen les constants d'integració.)
4. Es calcula {\displaystyle y_{p}(x)=u(x)y_{1}(x)+v(x)y_{2}(x)}. La funció {\displaystyle y_{p}} és una solució de {\displaystyle y''(x)+p(x)y'(x)+q(x)y(x)=g(x)}.
5. La solució general és {\displaystyle c_{1}y_{1}(x)+c_{2}y_{2}(x)+y_{p}(x)}, on {\displaystyle c_{1}} i {\displaystyle c_{2}} són constants arbitràries.

##### Equacions d'ordre superior
El mètode de variació de parèmtres també es pot fer servir per equacions d'ordre superior. Per exemple, si {\displaystyle y_{1}(x)}, {\displaystyle y_{2}(x)}, i {\displaystyle y_{3}(x)} són solucions linealment independents de {\displaystyle y'''(x)+p(x)y''(x)+q(x)y'(x)+r(x)y(x)=0}, llavors existeixen funcions u(x), v(x), i w(x) tals que {\displaystyle u'(x)y_{1}(x)+v'(x)y_{2}(x)+w'(x)y_{3}(x)=0}, {\displaystyle u'(x)y_{1}'(x)+v'(x)y_{2}'(x)+w'(x)y_{3}'(x)=0}, i {\displaystyle u'(x)y_{1}''(x)+v'(x)y_{2}''(x)+w'(x)y_{3}''(x)=g(x)}. Havent trobat aquestes funcions (resolent algebraicament per u'(x), v'(x), i w'(x), i integrant), es té {\displaystyle y_{p}(x)=u(x)y_{1}(x)+v(x)y_{2}(x)+w(x)y_{3}(x)}, una solució a l'equació {\displaystyle y'''(x)+p(x)y''(x)+q(x)y'(x)+r(x)y(x)=g(x)}.

##### Exemple
Resoldre l'exemple anterior, {\displaystyle y''+y=\sec x}.
Recordant que {\displaystyle \sec x={\frac {1}{\cos x}}=f}. Mitjançant la tècnica ja descrita, LHS té l'arrel de {\displaystyle r=\pm i} que dona {\displaystyle y_{c}=C_{1}\cos x+C_{2}\sin x}, (per tant, {\displaystyle y_{1}=\cos x}, {\displaystyle y_{2}=\sin x}) i les seves derivades 
{\displaystyle \left\{{\begin{matrix}{{\dot {u}}={\frac {-y_{2}f}{W}}={\frac {-\sin x}{\cos x}}=\tan x}\\{{\dot {v}}={\frac {y_{1}f}{W}}={\frac {\cos x}{\cos x}}=1}\\\end{matrix}}\right.}
on el Wronskià 
{\displaystyle W\left({y_{1},y_{2}:x}\right)=\left|{\begin{matrix}{\cos x}&{\sin x}\\{-\sin x}&{\cos x}\\\end{matrix}}\right|=1}
s'han calculat per trobar solucions a les seves derivades.
Integrant, 
{\displaystyle \left\{{\begin{matrix}u=-\int {\tan xdx=-\ln \left|{\sec x}\right|+C}\\v=\int {1dx=x+C}\\\end{matrix}}\right.}
Calculant {\displaystyle y_{p}} and {\displaystyle y_{G}}: 
{\displaystyle {\begin{matrix}y_{p}=f=uy_{1}+vy_{2}=\cos x\ln \left|{\cos x}\right|+x\sin x\\y_{G}=y_{c}+y_{p}=C_{1}\cos x+C_{2}\sin x+x\sin x+\cos x\ln \left({\cos x}\right)\\\end{matrix}}}

### Mètode de resolució general per les EDO lineals de primer ordre
Per una EDO lineal de primer ordre, amb coeficients que poden o no variar amb t:
{\displaystyle x'(t)+p(t)x(t)=r(t)}
Llavors,
{\displaystyle x=e^{-a(t)}\left(\int r(t)e^{a(t)}dt+\kappa \right)}
on {\displaystyle \kappa } és la constant d'integració, i 
{\displaystyle a(t)=\int {p(s)ds}.}

#### Demostració
Aquesta demostració prové de Jean Bernoulli. Sigui
{\displaystyle x^{\prime }+px=r}
Suposant per certes funcions desconegudes u(t) and v(t) que x = uv.
Llavors
{\displaystyle x^{\prime }=u^{\prime }v+uv^{\prime }}
Substituint a l'equació diferencial,
{\displaystyle u^{\prime }v+uv^{\prime }+puv=r}
Ara, el pas més important: Com que l'equació diferencial és lineal podem dividir-la en dues equacions independents i escriure
{\displaystyle u^{\prime }v+puv=0}
{\displaystyle uv^{\prime }=r}
Com que v és diferent de zero, l'equació de sobre es converteix en
{\displaystyle u^{\prime }+pu=0}
La solució d'aquesta és 
{\displaystyle u=e^{-\int pdt}}
Substituint a la segona equació
{\displaystyle v=\int re^{\int pdt}+C}
Com que x = uv, per una constant arbitrària C
{\displaystyle x=e^{-\int pdt}\left(\int re^{\int pdt}+C\right)}

#### Equacions diferencials de primer ordre amb coeficients constants
Com a exemple il·lustratiu, es considera una equació diferencial de primer ordre amb coeficients constants:
{\displaystyle a{\frac {dx}{dt}}+bx=Af(t).}
Aquesta equació és particularment rellevant en els sistemes d'equacions de primer ordre com ara els circuits RC.
L'equació es converteix en 
{\displaystyle {\frac {d\chi }{d\tau }}+\chi =F(\tau ).}
En aquest cas, p(t) = r(t) = 1.
Així, la seva solució per inspecció és
{\displaystyle \chi (\tau )=e^{-\tau }\left(\int F(\tau )e^{\tau }\,d\tau +C\right).}